# Joc simètric
En la teoria de jocs, un joc simètric és un joc on les recompenses per jugar una estratègia particular depenen només de les altres estratègies emprades i no de qui les jugui. Si es poden intercanviar les identitats dels jugadors sense canviar les recompenses, el joc és simètric. La simetria pot aparèixer en diferents formes. Els jocs ordinalment simètrics són jocs simètrics respecte de l'estructura ordinal de les recompenses. Un joc és quantitativament simètric si i només si és simètric respecte de les recompenses exactes.

## Simetria en jocs 2x2
Molts dels jocs 2x2 que s'estudien habitualment són almenys ordinalment simètrics. Les representacions estàndard del joc de la gallina, el dilema del presoner, el joc de la batalla de sexes, la caça del cérvol i el joc del SOS són tots simètrics. Formalment, perquè un joc 2x2 sigui simètric, la seva matriu de recompenses s'ha d'ajustar a l'esquema mostrat a la dreta.

## Simetria i equilibri
Cheng, et al. (2004) van mostrar que tot joc simètric té un equilibri de Nash d'estratègia pura i tot joc simètric i finit té un equilibri de Nash d'equilibri simètric.

## Asimetries incorrelades
Les simetries en aquest cas es refereixen a simetria en les recompenses. Els biòlegs sovint tracten les asimetries en les recompenses entre jugadors en un joc com asimetries correlades, en contrast amb les asimetries incorrelades, que són purament informatives i no tenen efecte en les recompenses (per exemple, en el joc falcó-coloma).